# Martletwy
Martletwy est un village et une communauté du Pembrokeshire, au pays de Galles.

## Toponymie
La première partie du nom Martletwy fait référence au tombeau d'un saint ou d'un martyr (merthyr en gallois). Le nom du saint en question ne peut pas être reconstitué avec certitude, mais ce pourrait être Tywai ou Tyfai. Le village est mentionné pour la première fois à l'écrit vers 1230 comme Martletwye.

## Géographie
Martletwy est situé dans le sud du Pembrokeshire, à une dizaine de kilomètres au sud-ouest de la ville de Narberth. Le chef-lieu du comté, Haverfordwest, se trouve à une quinzaine de kilomètres au nord-ouest, de l'autre côté de la Cleddau orientale.
La communauté de Martletwy a pour limites la Cleddau orientale au nord et à l'ouest, et la Cresswell au sud. Elle comprend aussi les villages et hameaux de Coedcanlas (en), Landshipping (cy), Lawrenny, Minwear (en) et Newton North.

## Politique
Pour les élections locales, Martletwy forme un ward (district électoral) avec les communautés voisines de Llawhaden et Uzmaston, Boulston and Slebech. Ce ward élit un des 60 membres du conseil de comté du Pembrokeshire (en). Lors des élections locales de 2022, la candidate des conservateurs Di Clements est élue sans opposition.
Pour les élections à la Chambre des communes, Martletwy appartient à la circonscription de Mid and South Pembrokeshire depuis les élections générales de 2024.
Pour les élections au Parlement gallois, Martletwy est rattaché à la circonscription de Carmarthen West and South Pembrokeshire.

## Démographie
Au recensement de 2011, la communauté de Martletwy comptait 570 habitants.
| 1801 | 1811 | 1821 | 1831 | 1841 | 1851 | 1881 |
| ---- | ---- | ---- | ---- | ---- | ---- | ---- |
| 558  | 629  | 773  | 725  | 846  | 829  | 374  |

| 1891 | 1901 | 1911 | 1921 | 1931 | 1951 | 1961 |
| ---- | ---- | ---- | ---- | ---- | ---- | ---- |
| 375  | 345  | 351  | 331  | 306  | 232  | 213  |

| 1971 | 1981 | 1991 | 2001 | 2011 | - | - |
| ---- | ---- | ---- | ---- | ---- | - | - |
| 219  | ?    | ?    | ?    | 570  | - | - |

## Culture locale et patrimoine
La communauté de Martletwy comprend 12 monuments classés, dont trois de grade II*, accordé aux « édifices particulièrement importants ou d'un intérêt spécial ». Il s'agit du moulin de Blackpool, du pont voisin sur la Cleddau orientale, et de l'église paroissiale de Lawrenny.
Le moulin de Blackpool est construit en 1813 pour le compte de Nathaniel Phillips, qui a fait fortune dans les plantations sucrières de Jamaïque et a racheté le manoir de Slebech Park, de l'autre côté de la Cleddau orientale. C'est sa fille et héritière, la baronne de Rutzen, qui fait construire le pont de Blackpool quelques années plus tard. Le moulin est restauré à la fin des années 1960 pour devenir une attraction touristique, avec des machines qui fonctionnent toujours.
L'église de Lawrenny, dédiée à saint Caradoc (en), remonte au XIIe siècle avec des ajouts ultérieurs, dont une tour du XVe siècle. Restaurée dans la deuxième moitié du XIXe siècle, c'est un monument classé de grade II* depuis 1970.
La communauté compte deux autres églises classées, mais de grade II seulement : l'église Saint-Marcel de Martletwy et l'église Saint-Womar de Minwear.

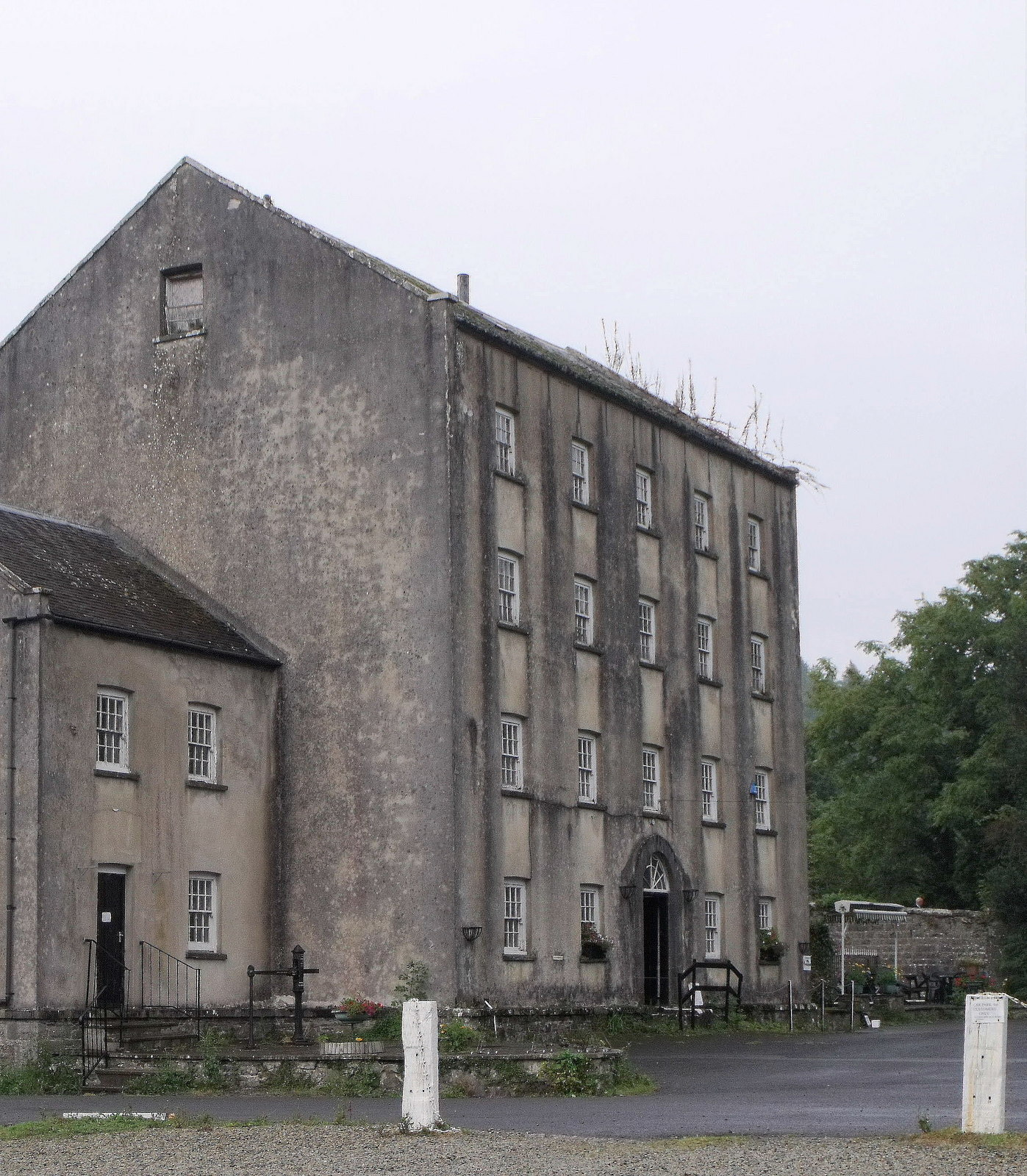
Le moulin de Blackpool.
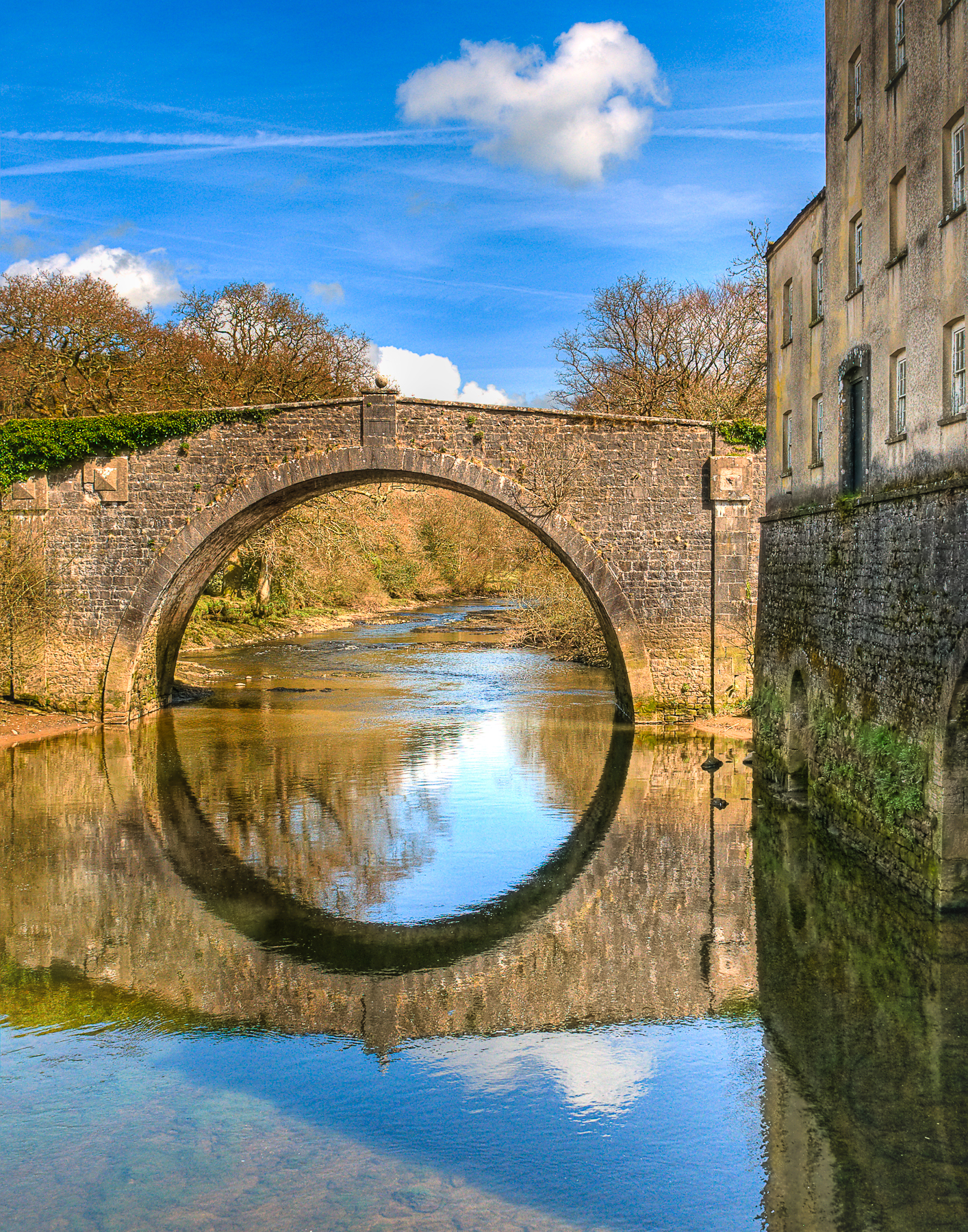
Le pont de Blackpool.
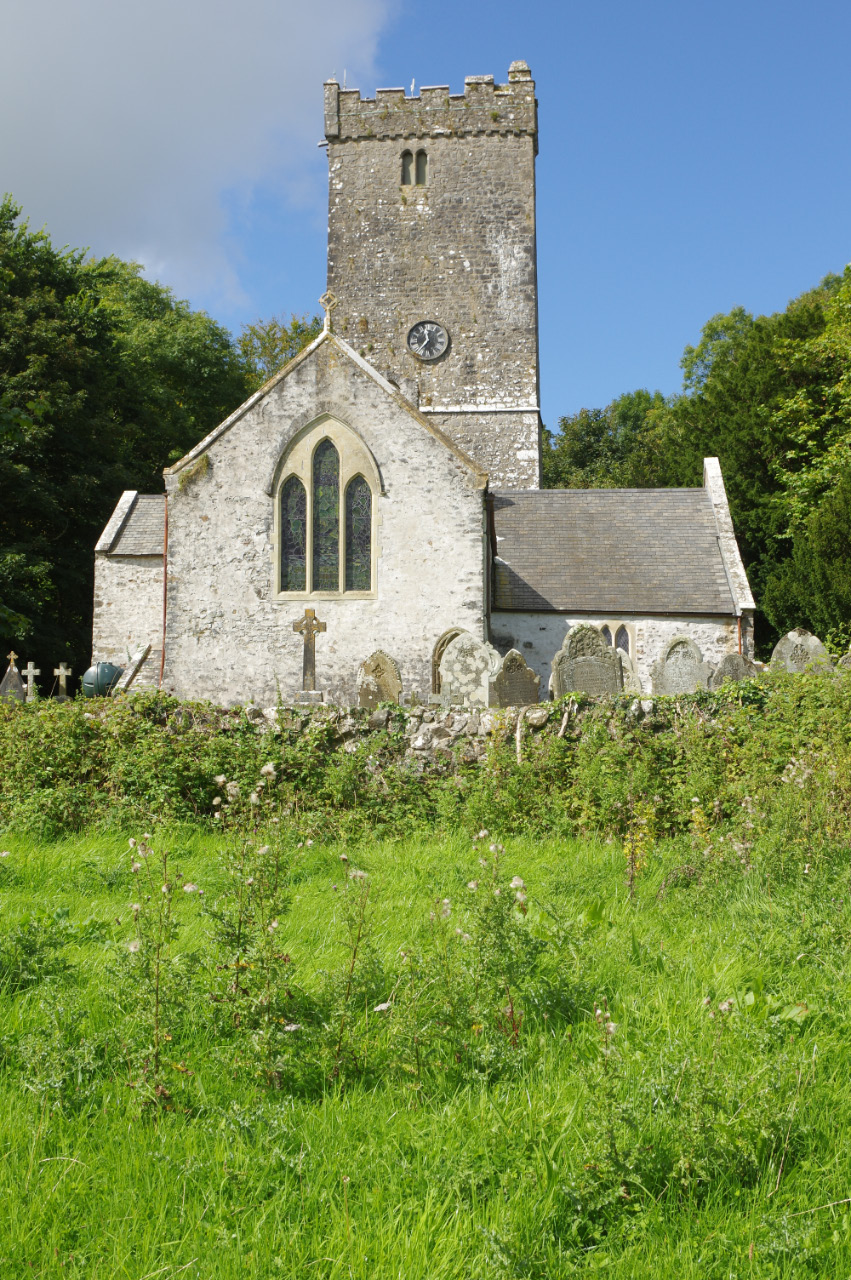
L'église de Lawrenny.

C'est également sur le territoire de la communauté que se trouve Oakwood Theme Park, un parc d'attractions ouvert en 1987.